# Aloe arborescens

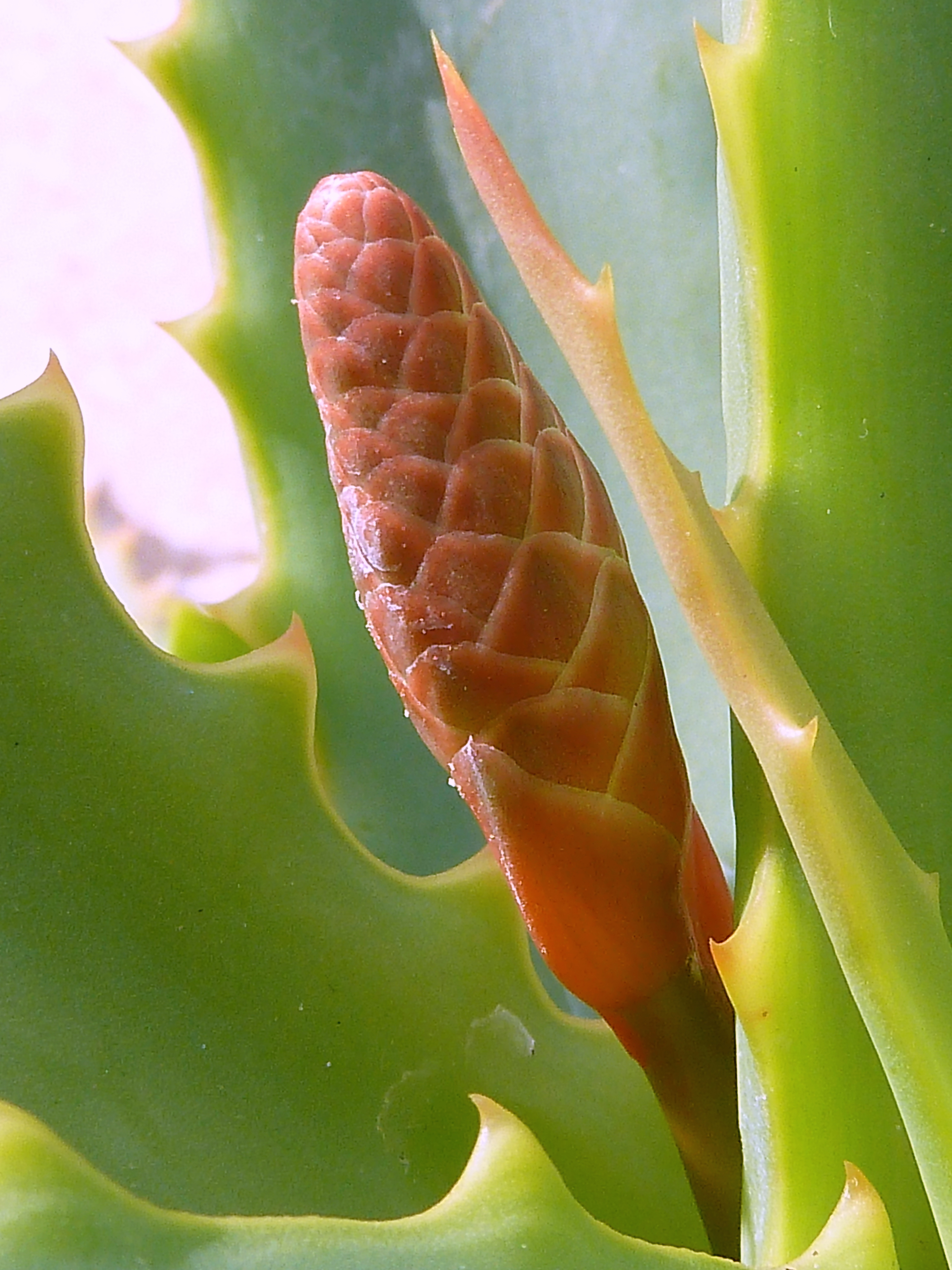
Escap floral jove

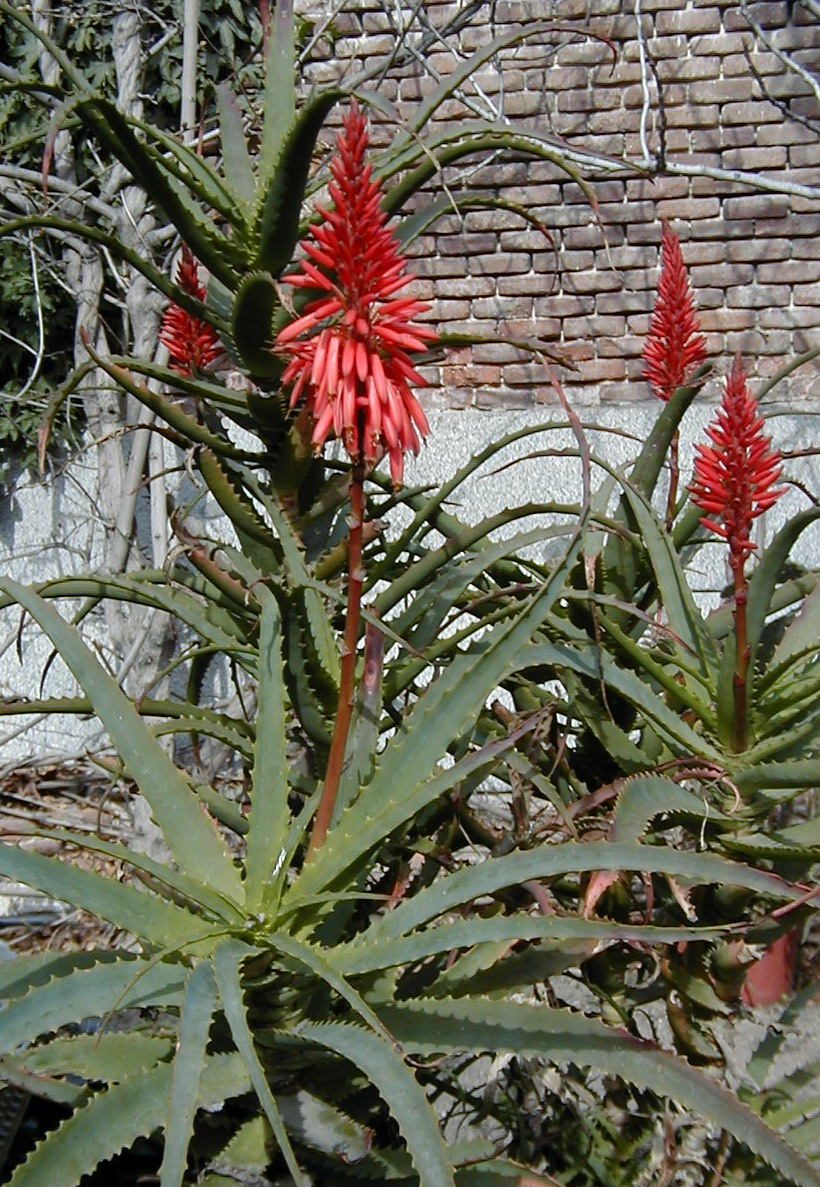
La flor dAloe arborescens és vermella i cònica

Aloe arborescens és una espècie de planta de la família de les asfodelàcies que es distribueix des del sud d'Àfrica tropical fins al sud d'Àfrica. En català rep els noms d'àloe de canelobre i cames de pop. És una planta crassa que es troba en turons i muntanyes, adaptada a diferents hàbitats. És molt atractiva i se sol plantar en jardins i parcs per la seva gran vistositat. En anglès se l'anomena amb el nom comú de krantz aloe, en referència al seu hàbitat, ja que krantz significa cingle o cresta rocosa. En afrikaans s'anomena kransaalwyn, en el dialecte xhosa ikalene i en el dialecte zulú inkalane or umhlabana.

## Descripció

### Port
Aloe arborescens es desenvolupa com un arbust de múltiples caps o inflorescències que arriba fins als 2 o 3 metres d'alçada.

### Fulles
Les fulles es reuneixen en una roseta i són de color verd gris i els marges estan armats de dents pàl·lides i conspícues (evidents).

### Flors
Presenta unes espigues de flors d'un color taronja intens (el més comú), quan ja són madures, que neixen en abundància durant els mesos de maig i juliol (és a dir, durant l'hivern de l'hemisferi sud). També n'hi ha formes de color groc i altres de dues coloracions combinant el taronja gairebé vermell i el groc. La inflorescència generalment no es ramifica i en creix una de sola des d'una roseta basal. Igual que amb tots els àloes, les flors produeixen nèctar i són atractives per a molts tipus d'ocells, en particular les petites i acolorides suimangues, que voletegen de flor en flor a la recerca de nèctar. Les flors també atreuen les abelles.

## Distribució
Aquesta espècie es distribueix principalment en les zones de precipitacions d'estiu de l'est del país. Té la tercera més àmplia distribució de qualsevol àloe; es produeix a partir de la península del Cap al llarg de la costa est, a través de KwaZulu-Natal, Mpumalanga i la província de Limpopo, i més al nord a Moçambic, Zimbabwe i Malawi. És un dels pocs àloes que es poden trobar cada vegada a més altitud respecte el nivell del mar fins als cims de les muntanyes. L'àloe krantz s'adapta a molts hàbitats, però en general es troba en zones muntanyoses, en crestes exposades i afloraments rocosos. També es troba en matollars densos.

## Varietats
Les espècies anteriorment conegudes com a Aloe mutabilis ara es consideren sinònimes d'Aloe arborescens. És una forma que habita els penya-segats amb petites rosetes menys ramificades; fa espigues de flors de color vermell i és més evident en alts altiplans interiors de les províncies del nord de Sud-àfrica. Aquesta forma d'Aloe arborescens es pot veure penjant dels penya-segats al costat de la cascada del Jardí Botànic Nacional de Witwatersrand.

## Taxonomia
Aloe arborescens va ser descrit per Philip Miller i publicat en The Gardeners Dictionary: eighth edition no. 3. 1768. (Gard. Dict. (ed. 8))

### Etimologia
- Aloe: nom genèric que deriva del llatí aloe i aquest del grec alóe, que fa referència a l'amargor del suc de les fulles. Probablement deriva de la paraula anterior alloeh de l'àrab o de la paraula hebrea allal, que significa 'amarg'.
- arborescens: epítet llatí que significa 'arborescent', 'que és semblant a un arbre', derivat del substantiu arbor ('arbre').[4]

## Usos i aspectes culturals
En moltes parts de Sud-àfrica, Aloe arborescens se sembra al voltant de corrals (recintes particulars) com a tanca de separació. Sovint passa que aquests corrals vells encara es poden veure molts anys després d'haver estat abandonats perquè els àloes persisteixen. Els talls destinats a ser utilitzats com a plantes de barrera es venen en botigues muthi (herbolaris africans).
El poble zulú utilitza les fulles d'aquesta planta per fer una pols o farina com a protecció de les tempestes. Les fulles, un cop bullides, també són usades com a remei per als parts i per als vedells malalts.
En el Transkei s'usa per al mal de panxa i es dona als pollastres per evitar que emmalalteixin. En l'Orient, l'àloe es cultiva en jardins domèstics com un tractament de primers auxilis convenient per a les cremades i abrasions. De fet, va ser només després que es va utilitzar per a tractar les víctimes de cremades d'irradiació d'Hiroshima que les seves propietats curatives van rebre atenció per part d'Occident. Els extractes de les fulles han estat àmpliament investigats des de llavors i es mostra la curació significativa a les ferides, la seva acció antibacteriana, antiúlcera, antiinflamatòria, anticancerosa, hipoglucemiant i d'altres aplicacions terapèutiques. També han trobat que les fulles tenen propietats purgants i la saba pot alleujar cremades de raigs x.